# Leptobarbus melanopterus
Leptobarbus melanopterus és una espècie de peix cipriniforme de la família dels ciprínids.

## Morfologia
Els mascles poden assolir els 24,2 cm de longitud total.

## Distribució geogràfica
Es troba a l'oest de Borneo.